# Monumento a Thomas Jefferson

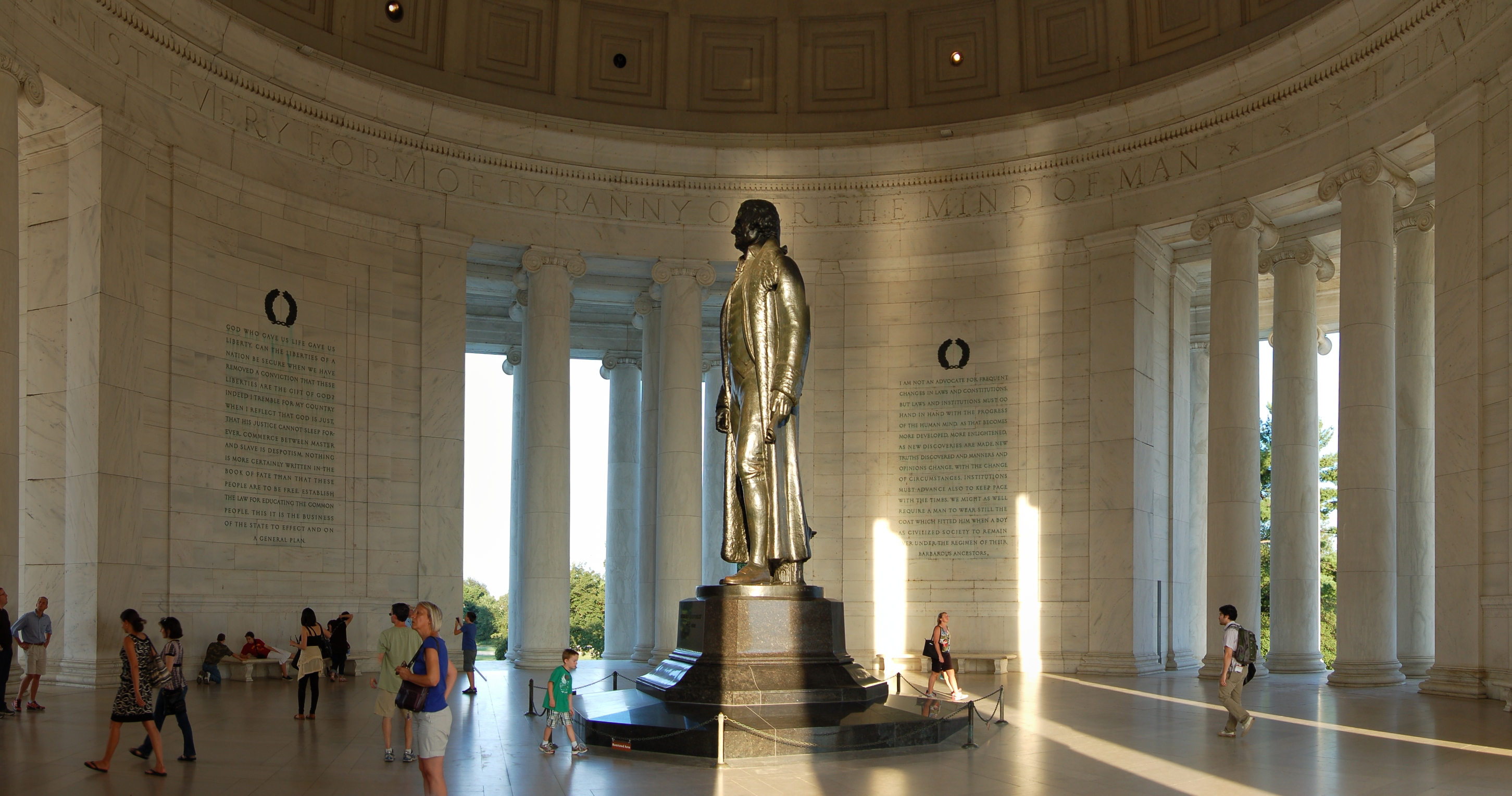
Interior del Monumento a Jefferson.

El Monumento a Jefferson (del inglés: Jefferson Memorial) es un monumento presidencial construido en Washington D. C. entre 1939 y 1943, en honor a Thomas Jefferson, el autor principal de la Declaración de Independencia de Estados Unidos, uno de los líderes de la Revolución Americana, fundador del Partido Demócrata-Republicano y el tercer presidente de la nación.
El monumento cuenta con múltiples frases de Jefferson destinadas a captar su ideología y filosofía, conocida como democracia Jeffersoniana, que abogaba firmemente por el republicanismo norteamericano, los derechos individuales, la libertad religiosa, los derechos de los estados, la virtud y priorizaba y valoraba lo que él veía como la independencia infravalorada de los Yeoman. Jefferson era a su vez profundamente escéptico con respecto a las ciudades y los financieros, y contrario a la aristocracia, el elitismo y la corrupción. Se le considera una de las mentes políticas más influyentes de su época y una de las fuerzas intelectuales más importantes detrás de la Revolución Americana.
El Monumento a Jefferson está construido en estilo neoclásico y está situado en West Potomac Park, a orillas del río Potomac. Fue diseñado por John Russell Pope, un arquitecto de la Ciudad de Nueva York, y construido por el contratista John McShain de Filadelfia. Su construcción comenzó en 1939 y se completó en 1943, aunque la estatua de bronce de Jefferson no se completó ni se agregó hasta cuatro años después de su dedicación e inauguración en 1947.Pope cogió referencias del Panteón Romano, cuyo diseñador fue Apolodoro de Damasco,y del propio diseño que Jefferson hizo para la rotonda de la Universidad de Virginia como inspiraciones para la estética del monumento.
El Monumento a Jefferson y la Casa Blanca forman puntos de anclaje en la zona de la Explanada Nacional de Washington D. C. Inicialmente el Monumento a Washington se tenía pensado construir en la intersección de la Casa Blanca y del Monumento a Jefferson, pero al final se construyó más al este porque el terreno de ese lugar se consideraba demasiado blando y pantanoso.
El Monumento a Jefferson es un monumento nacional designado y está administrado por la división de la Explanada Nacional y Parques Conmemorativos del Servicio de Parques Nacionales. En 1966 el Monumento a Jefferson fue incluido en el Registro Nacional de Lugares Históricos.En 2007 ocupó el cuarto lugar en la "lista arquitectónica favorita de Estados Unidos", publicada por el Instituto Americano de Arquitectos.

## Historia

### Primeras consideraciones
El lugar que finalmente sería seleccionado para la construcción del Monumento a Jefferson era agradable, al menos en parte, porque estaba situado directamente al sur de la Casa Blanca y con vistas a ella. En 1901 la Comisión de Parques del Senado, conocida como Plan McMillan, propuso construir una estructura similar a un Panteón que albergara "las estatuas de los hombres más ilustres de la nación, o si la memoria de algún individuo debiera ser honrada, "un monumento de primera categoría podría edificarse en el futuro", pero el Congreso no adoptó ninguna medida por recomendación de la comisión.
Cuando en 1908 terminó de construirse el puente de la ensenada de la Cuenca Tidal, esto ayudó a facilitar y ampliar el uso recreativo de los parques Potomac de la zona Este y Oeste. En 1918 se instalaron grandes dispensadores de cloro líquido debajo del puente para el tratamiento de las aguas, lo que hizo que la Cuenca Tidal, también conocido como Lago Twining, fuera apto para nadar. La playa de la Cuenca Tidal, que estaba ubicada en el mismo lugar donde sería construido el futuro Monumento a Jefferson, se inauguró en mayo de 1918 y sirvió como una instalación "solo para uso de personas blancas" hasta 1925, cuando se cerró permanentemente para evitar abordar la cuestión de si debería integrarse racialmente o no.Sin embargo, el mismo año se celebró un concurso de diseño para un monumento en honor a Theodore Roosevelt. El diseño ganador, presentado por John Russell Pope, consistía en un monumento con forma de semicírculo situado junto a una cuenca circular. Aun así, al igual que el Plan McMillan de 1901, el Congreso nunca lo financió ni se puso en práctica.

### Financiación y autorización
En 1934 surgió otra oportunidad para el desarrollo del Monumento a Jefferson cuando el entonces presidente Franklin Delano Roosevelt, que admiraba a Jefferson (en gran parte debido a un libro sobre Jefferson escrito por su amigo Claude G. Bowers) preguntó a la Comisión de Bellas Artes sobre la posibilidad de erigir un monumento en honor a Jefferson. Roosevelt incluyó planes para el Monumento a Jefferson en el proyecto Triángulo Federal, que por aquel entonces estaba en construcción. Más tarde, ese mismo año, el Congresista John J. Boyland siguió el ejemplo de Roosevelt e instó al Congreso a crear la Comisión en Memoria de Thomas Jefferson para estudiar el desarrollo del monumento. Boylan fue nombrado primer presidente de la Comisión y el Congreso asignó finalmente 3 millones de dólares para el desarrollo del Monumento a Jefferson.
Al año siguiente, en 1935, la Comisión eligió a John Russell Pope como arquitecto del Monumento a Jefferson. Pope había trabajado anteriormente como arquitecto en el Edificio de Archivos Nacionales y en el Edificio Oeste original de la Galería Nacional de Arte. Preparó cuatro planos diferentes para el proyecto, cada uno de ellos en un sitio diferente. Uno estaba en el Río Anacostia, al final de East Capitol Street; uno en Lincoln Park; otro en el lado sur de la Explanada Nacional, frente al edificio de administración de los Archivos Nacionales; y otro estaba situado en la Cuenca Tidal, directamente al sur de la Casa Blanca. La Comisión prefirió la zona de la Cuenca Tidal principalmente porque era el lugar más destacado de los propuestos y cumplía con los requisitos del plan de cuatro puntos solicitado por la Comisión McMillan, que abarcaba la región desde el Monumento a Lincoln hasta el Capitolio, y desde la Casa Blanca hasta la Cuenca Tidal. Pope diseñó una gran estructura similar a un panteón, pensado para que estuviera situada sobre una plataforma cuadrada, flanqueada por dos edificios rectangulares más pequeños con columnas.

### Construcción

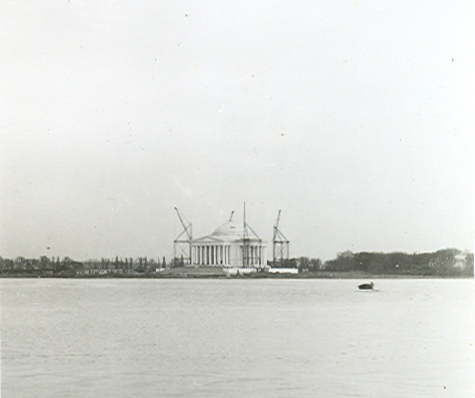
Construcción del Monumento a Jefferson en mayo de 1941 vista desde el otro lado de la Cuenca Tidal.

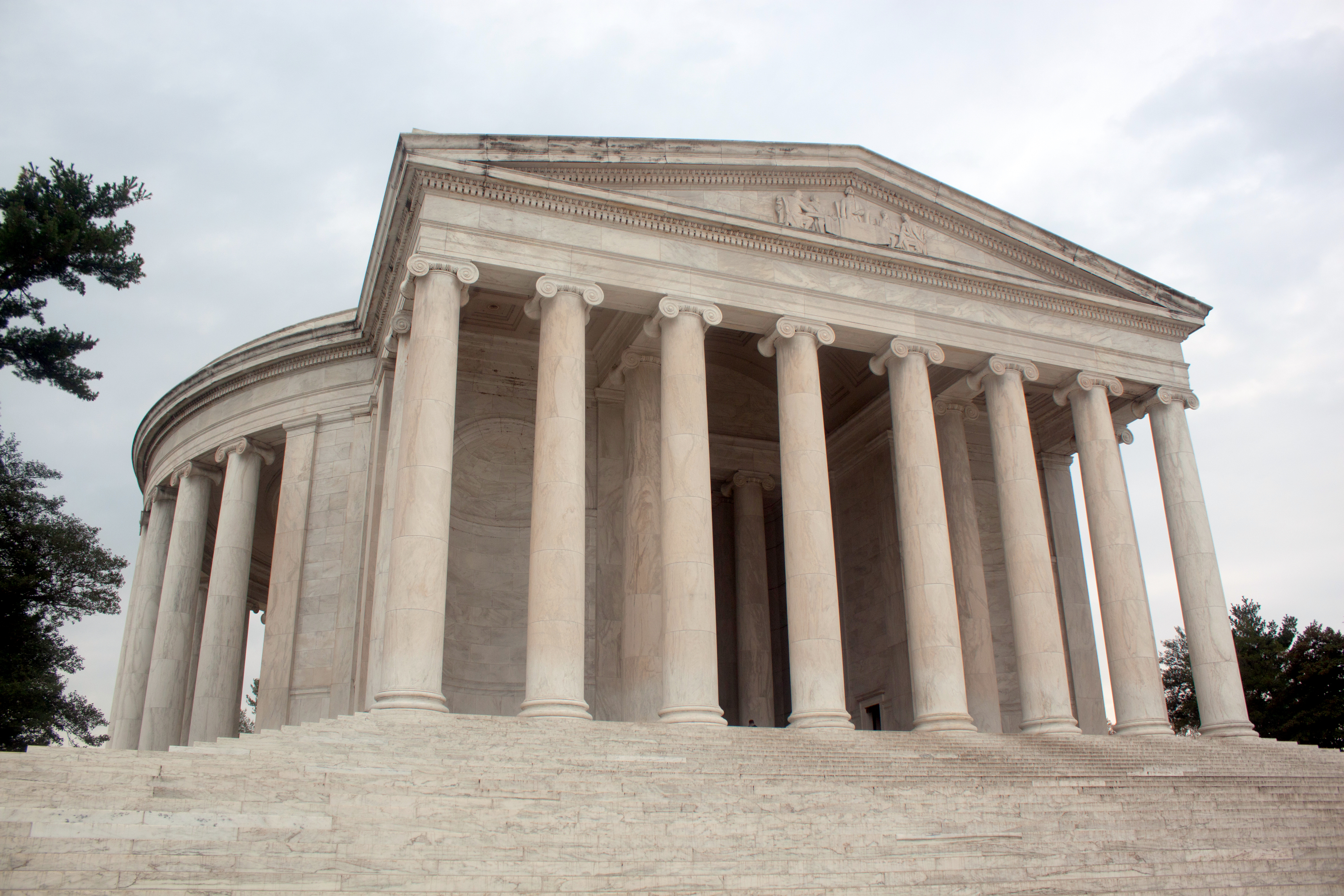
Los escalones de mármol, el pórtico, la columnata circular de columnas de orden jónico y la cúpula poco profunda del monumento.

La construcción del Monumento a Jefferson comenzó el 15 de diciembre de 1938. La piedra angular fue colocada aproximadamente once meses después, el 15 de noviembre de 1939, por el propio Roosevelt. Pope falleció en 1937 y sus socios supervivientes, Daniel P. Higgins y Otto R. Eggers, asumieron la dirección de la construcción. A petición de la Comisión de Bellas Artes se acordó un diseño un poco más conservador. El costo del monumento fue de aproximadamente 3 millones de dólares.
La construcción comenzó en medio de cierta oposición. En realidad, la Comisión de Bellas Artes nunca aprobó ningún diseño e incluso publicó un folleto en 1939 oponiéndose tanto al diseño como al lugar propuesto. Además, algunos habitantes de Washington se opusieron a la ubicación propuesta porque no se alineaba con el plan original de L'Enfant para la ciudad, y muchos olmos y cerezos de la zona, incluyendo árboles raros donados por Japón en 1912,iban a ser retirados según el plan original del monumento. La edificación continuó realizándose a pesar de seguir dándose la oposición,que incluía a mujeres manifestantes encadenadas a cerezos en los alrededores de la zona de construcción. La oposición al monumento resultó desalentadora para Roosevelt, pero disminuyó notablemente una vez que los planes revisados identificaron un medio para mantener los cerezos circundantes durante la construcción.
En 1939 la Comisión Conmemorativa organizó un concurso para seleccionar un escultor para la estatua de Jefferson que se planeada colocar en el centro del monumento. Recibieron 101 candidaturas y eligieron seis finalistas. De los seis, Rudulph Evans fue elegido como escultor principal y Adolph A. Weinman fue seleccionado para esculpir el relieve del frontón situado sobre la entrada del monumento.
El arquitecto paisajista Frederick Law Olmsted Jr. diseñó el paisaje conmemorativo, que presentaba un diseño simple de un camino de entrada que daba acceso a una calzada circular, que incluía principalmente árboles de hoja perenne con árboles o arbustos de floración limitada. El diseño se percibió como demasiado sencillo (o minimalista), por lo que posteriormente se agregaron pinos blancos y algunas otras plantas antes de la dedicación del monumento en 1943. En 1970, casi tres décadas después de la apertura del monumento, se implementaron cambios adicionales en el paisajismo de Olmsted. Pero en 1993 y 2000 se hicieron intentos de restaurar la integridad del diseño inicial de Olmsted. Roosevelt ordenó que se cortaran árboles para que el Monumento a Jefferson fuera claramente visible desde la Casa Blanca; también se completó una poda adicional de árboles para crear una vista sin obstáculos entre el Monumento a Jefferson y el de Lincoln.
El 13 de abril de 1943, el bicentenario del cumpleaños de Jefferson, Roosevelt dedicó e inauguró oficialmente el Monumento a Jefferson. En ese momento, la estatua de Evans aún no estaba terminada debido a la escasez de materiales debido a la Segunda Guerra Mundial. En cambio, el monumento se abrió al público en donde se mostró una estatua temporal de yeso, similar a la estatua de bronce que Evans completó finalmente cuatro años después, en 1947. El molde de la estatua fue desarrollado por Roman Bronze Works en la ciudad de Nueva York.
El 15 de octubre de 1966, en reconocimiento a la importancia histórica y artística del Monumento a Jefferson, este fue incluido en el Registro Nacional de Lugares Históricos.

## Descripción y características

### Exterior

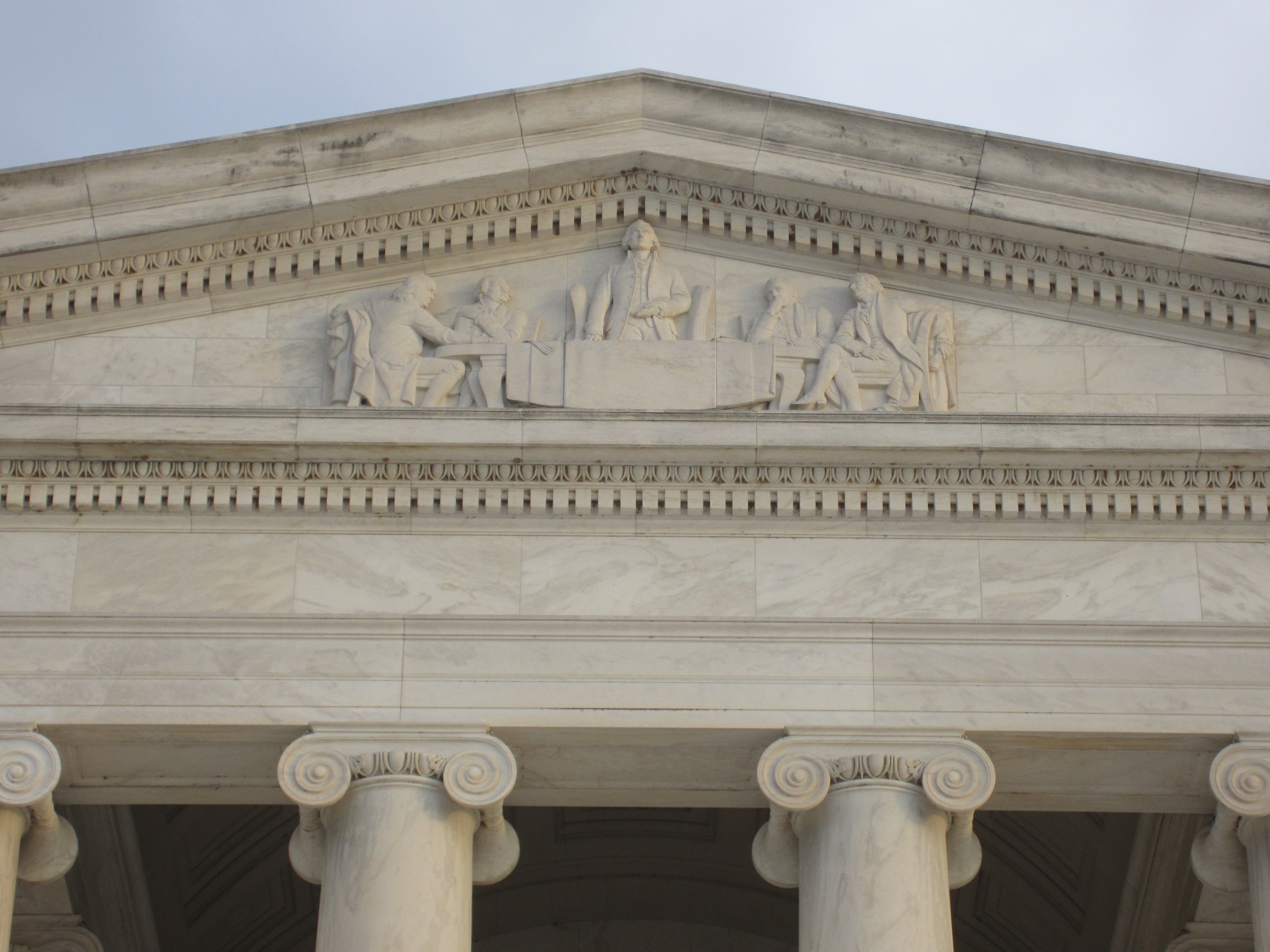
El frontón del Monumento a Jefferson muestra una escultura de Adolph Alexander Weinman del Comité de los Cinco.

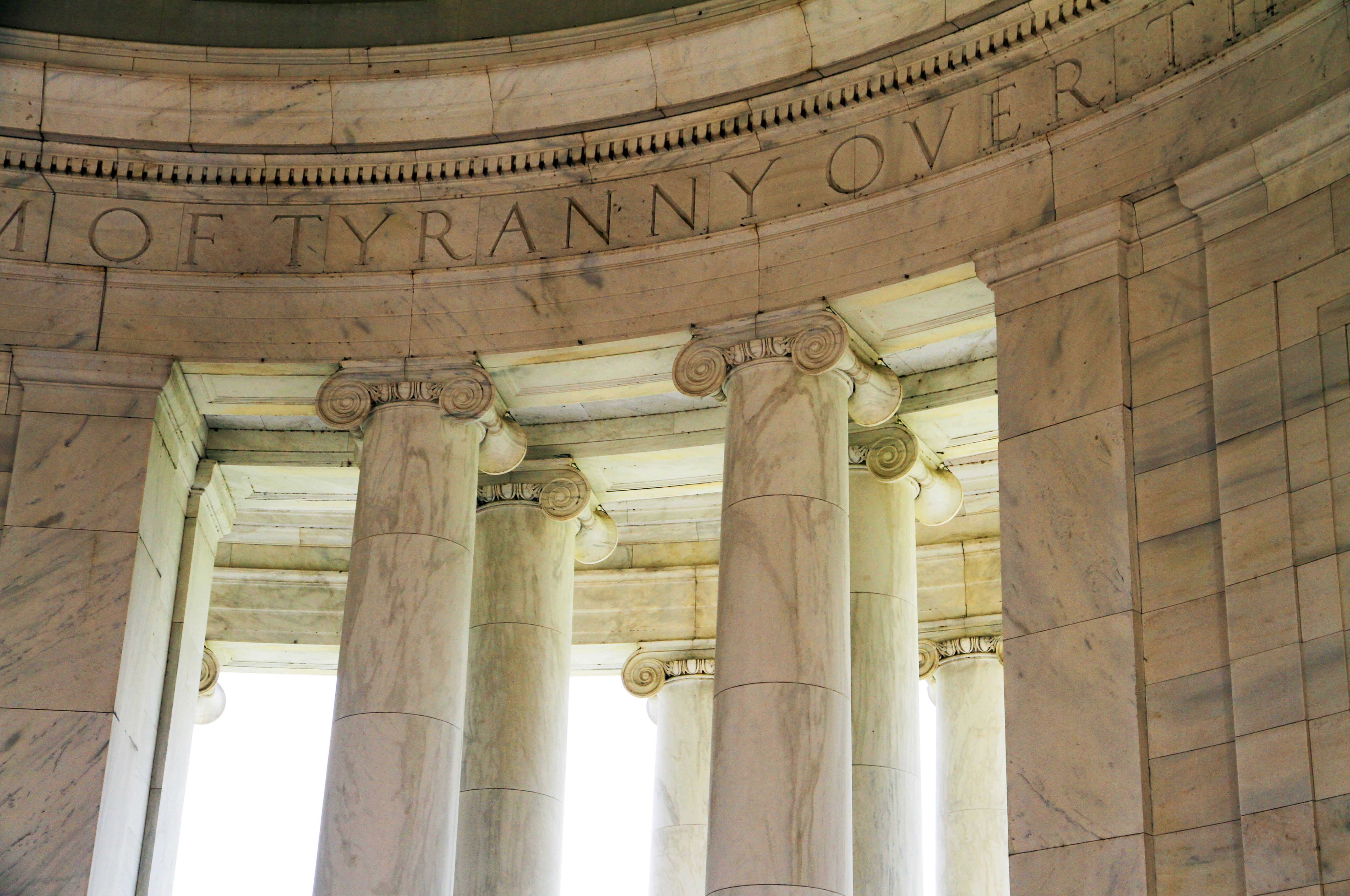
Las columnas y paredes interiores.

El Monumento a Jefferson se compone de escalones circulares de mármol, un pórtico, una columnata circular de columnas de orden jónico y una cúpula poco profunda. El edificio está abierto a los elementos. Tiene un diámetro de aproximadamente 50 m.
El monumento está construido con mármol blanco Imperial Danby extraído de Vermont, que descansa sobre una serie de terrazas escalonadas de granito y mármol. Un tramo de escaleras y plataformas de granito y mármol, flanqueadas por contrafuertes de granito, conducen al monumento desde Cuenca Tidal hasta un pórtico con frontón triangular.
El frontón cuenta con una escultura hecha por Adolph Alexander Weinman representando al Comité de los Cinco, que son los cinco miembros del comité encargados de redactar la Declaración de Independencia de Estados Unidos. Además de Jefferson, que fue el autor principal, los otros miembros del comité eran John Adams, Benjamin Franklin, Robert R. Livingston y Roger Sherman. Una cornisa con moldura de huevo y dardo rodea este frontón, y debajo hay un friso plano.

### Interior

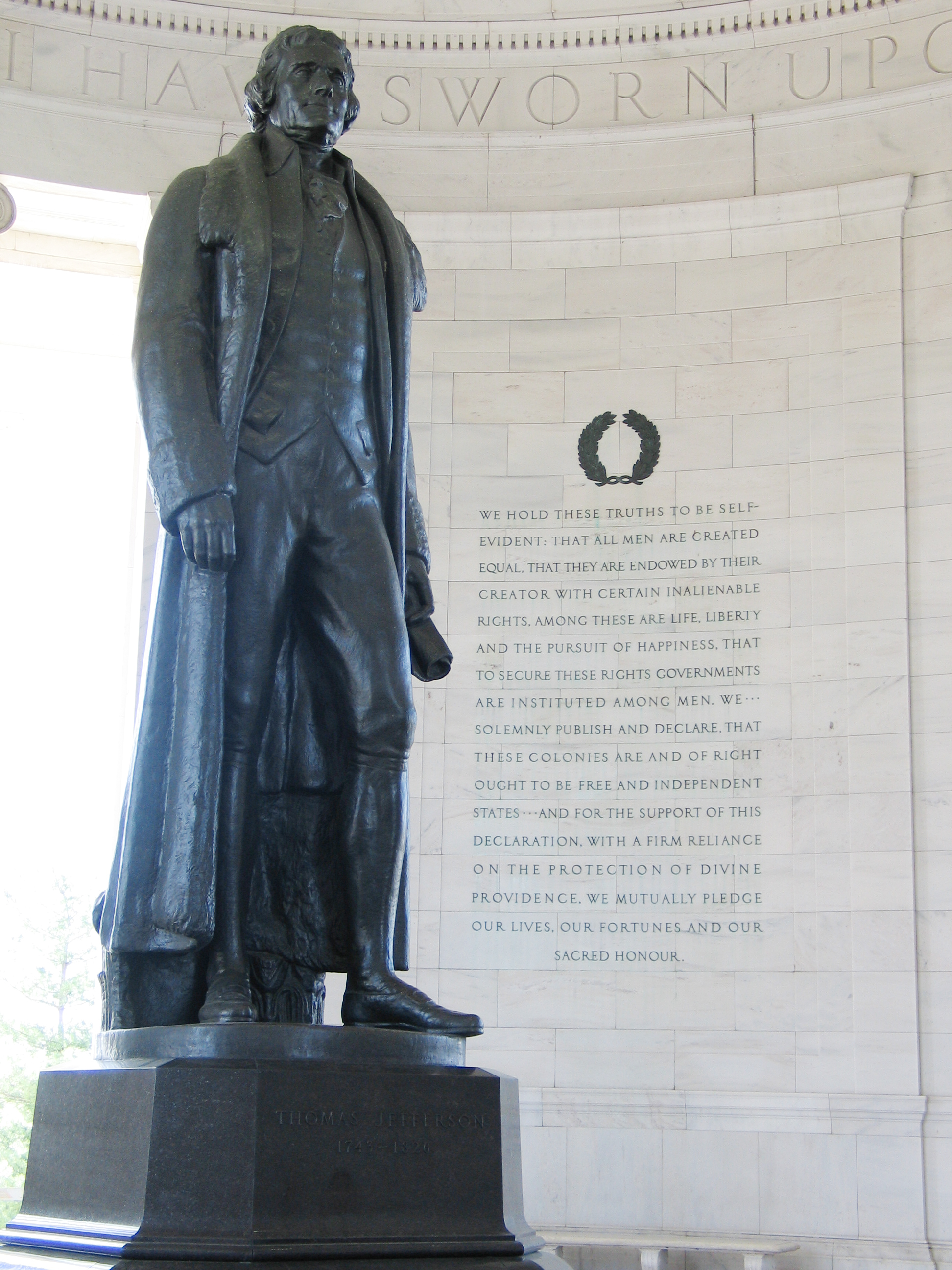
La estatua de Thomas Jefferson hecha por Rudulph Evans frente a extractos de la Declaración de Independencia, un documento del que Jefferson fue autor principal y que el historiador Joseph Ellis ha descrito como "las palabras más poderosas y trascendentales de la historia de Estados Unidos".

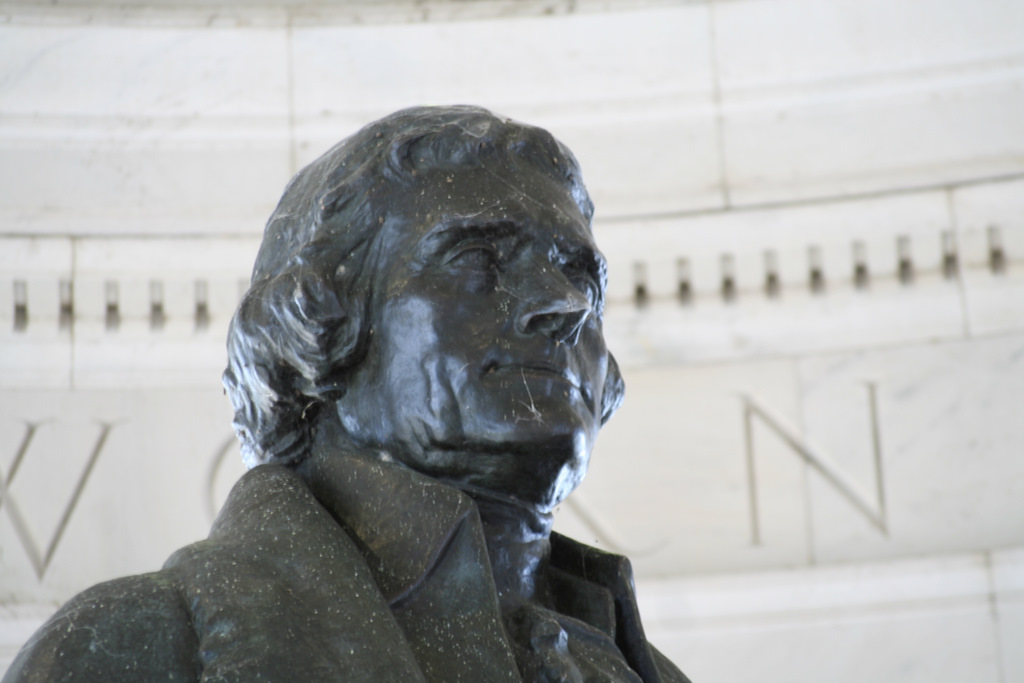
Detalles de la estatua.

El interior del monumento tiene una estatua de broncede Jefferson de 5,8 m de altura y 4.500 kg desarrollada por el escultor Rudulph Evans.La estatua se añadió cuatro años después de la dedicación. De entre las muchas frases de Jefferson dentro del monumento, una de las más relevantes son las inscritas en el friso debajo de la cúpula: "He jurado sobre el altar de Dios hostilidad eterna contra toda forma de tiranía sobre la mente del hombre".Esta frase está tomada de una carta escrita por Jefferson el 23 de septiembre de 1800al doctor Benjamin Rush en la que Jefferson defiende la negativa constitucional a reconocer una religión estatal.
En el panel de la pared interior suroeste hay extractos de la Declaración de Independencia:

Sostenemos como evidentes en sí mismas estas verdades: que todos los hombres son creados iguales; que son dotados por su Creador de ciertos derechos inalienables; que entre éstos están la vida, la libertad y la búsqueda de la felicidad; que para garantizar estos derechos se instituyen entre los hombres los gobiernos. Nosotros... publicamos y declaramos solemnemente que estas colonias son, y por derecho deben ser, estados libres e independientes... Y para sostener esta declaración, con una firme confianza en la protección divina, nosotros empeñamos mutuamente nuestras vidas, nuestras fortunas y nuestro sagrado honor.

La inscripción del monumento utiliza la palabra inalienable, (inalienable en castellano), como aparece en el borrador de Jefferson, en lugar de unalienable, como apareció finalmente en la Declaración final.
En el panel de la pared interior noroeste hay una frase del Estatuto para la Libertad Religiosa de Virginia de 1777, que excluye la frase final y está tomada de una carta del 28 de agosto de 1789 que Jefferson le escribió a James Madison:

Dios todopoderoso ha creado la mente libre, de manera que cualquier intento de influir en ella mediante castigos temporales, cargas o sanciones civiles, no producen más que hábitos de hipocresía y crueldad y nos alejan del plan del autor sagrado de nuestra religión... Ningún hombre será obligado a participar o apoyar ningún tipo de culto, templo o ministerio religioso, ni se obligará o se obstaculizará, molestará o se impondrán a nadie cargas sobre su cuerpo o sus bienes, ni de otro modo sufrirá nadie con motivo de sus opiniones o creencias religiosas; sino que todo el mundo será libre de profesar y defender con argumentos sus opiniones en materia de religión y ello no disminuirá, aumentará o afectará de ninguna manera sus facultades civiles.

Las frases de Jefferson del panel de la pared interior noreste provienen de múltiples fuentes. La primera, que comienza con "Dios, que nos dio la vida, nos dio la libertad", es de Una Visión Resumida de los Derechos de la América Británica.Las frases segunda, tercera y cuarta proceden de Notas Sobre el Estado de Virginia.La quinta frase, que comienza con "Nada hay escrito con más certeza en el libro del destino que el que estas gentes han de ser libres", proviene de la autobiografía de Jefferson.La sexta frase, que comienza con "Establecer la ley...", procede de una carta del 13 de agosto de 1786 dirigida a George Wythe.La frase final es de una carta del 4 de enero de 1786 enviada a George Washington:

Dios, que nos dio la vida, nos dio la libertad. ¿Pueden estar seguras las libertades de una nación cuando hemos eliminado la convicción de que estas libertades son un regalo de Dios?. De hecho, tiemblo por mi país cuando reflexiono que Dios es justo, que su justicia no puede dormir para siempre. El comercio entre amo y esclavo es despotismo. Nada está escrito con mayor certeza en el libro del destino que el que estas personas sean libres. Establecer la ley para la educación del ciudadano común. Esto es tarea del Estado efectuarlo y según un plan general.

La inscripción en el panel de la pared interior sureste está tomada de la carta de Jefferson del 12 de julio de 1816 a Samuel Kercheval:

No soy partidario de cambios frecuentes en las leyes y constituciones. Pero las leyes y las instituciones deben ir de la mano del progreso de la mente humana. A medida que eso se vuelva más desarrollado, más ilustre, conforme se hagan nuevos descubrimientos, se descubren nuevas verdades y las costumbres y opiniones cambien, con el cambio de circunstancias, las instituciones también deben avanzar para mantenerse al ritmo de la época. También podríamos exigir que un hombre use todavía el abrigo que le quedaba cuando era niño, como sociedad civilizada para permanecer siempre bajo el régimen de sus antepasados bárbaros.

Un nivel inferior de la estructura dispone de una tienda de regalos y un museo que se centra en la vida y la carrera política de Jefferson.

## Ubicación

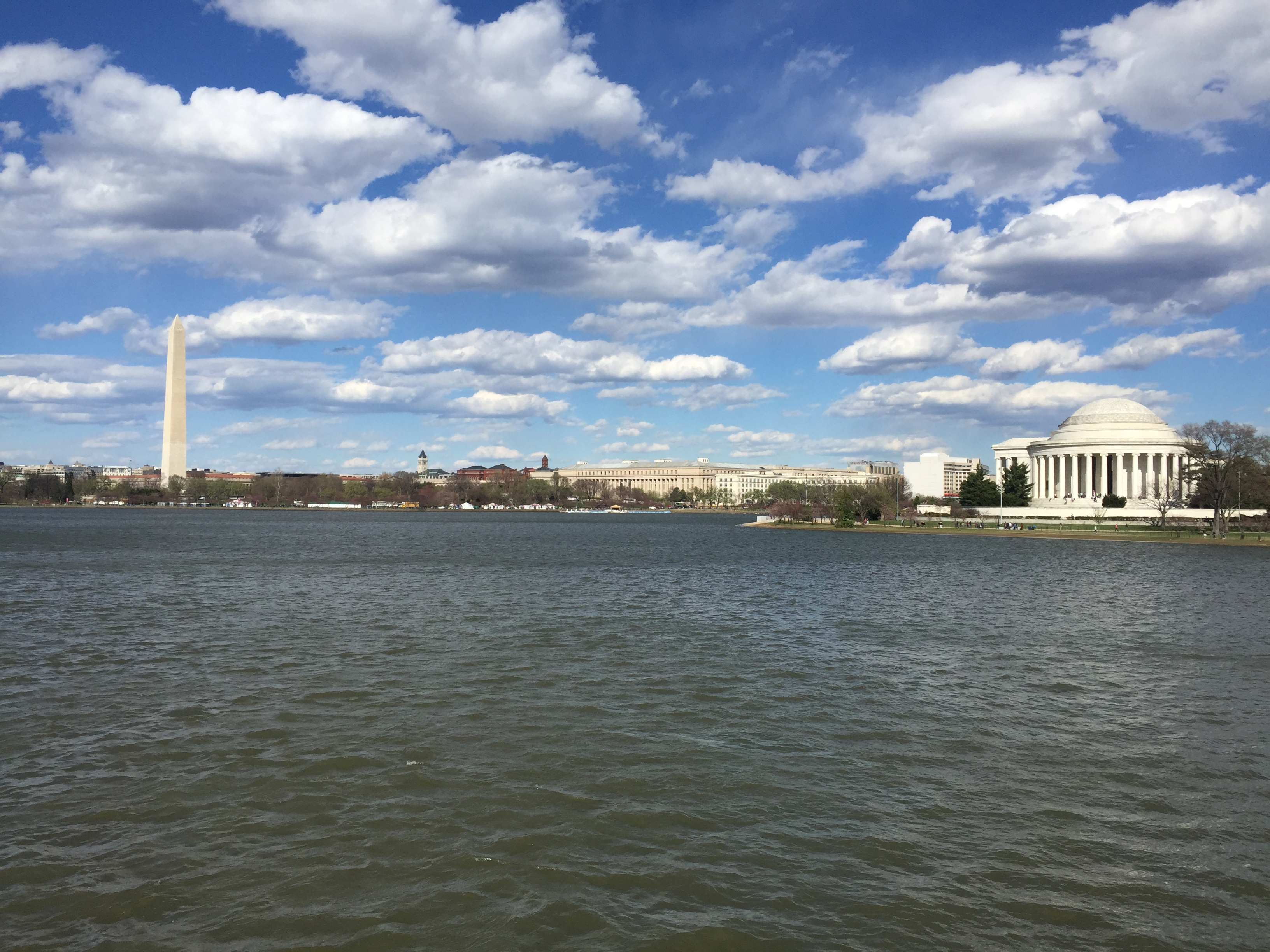
El Monumento a Washington (a la izquierda) y el Monumento a Jefferson (a la derecha) con la Cuenca Tidal en primer plano.

El monumento está situado en West Potomac Park en Washington D. C., a orillas de la Cuenca Tidal del Río Potomac. El parque se ha mejorado con la plantación masiva de flores de cerezo, que son anteriores a la construcción del monumento y fueron un regalo del pueblo de Japón en 1912.
Aunque el Monumento a Jefferson está alejado geográficamente de otros edificios y monumentos de Washington D. C., como la Explanada Nacional y el Metro de Washington, el monumento acoge muchas actividades y ceremonias cada año, incluidos ejercicios conmemorativos, el Easter Sunrise Service y el Festival Nacional Anual de Flor de Cerezo, este último ocupa uno de los lugares predilectos entre los turistas que visitan la ciudad cada año.

## Polémicas
El 2 de septiembre de 2020 un grupo de trabajo conocido como Instalaciones y Expresiones Conmemorativas del Distrito de Columbia (District of Columbia Facilities and Commemorative Expressions (DCFACES), creado en respuesta a las Protestas por la muerte de George Floyd por la alcaldesa Muriel Bowser, publicó un informe que "recomendaba cambiar el nombre, reubicar o agregar contexto a docenas de monumentos, escuelas, parques y edificios de Washington, D.C. debido a la participación de sus homónimos en la esclavitud o la opresión racial". En el informe, DCFACES aconsejó a Bower que solicitara al gobierno federal "retirar, reubicar o contextualizar" el Monumento a Jefferson debido a la tenencia de esclavos por parte de Jefferson.
A principios del 6 de julio de ese mismo año, el escritor y periodista Lucian K. Truscott IV, descendiente de Jefferson, escribió un artículo de opinión para el New York Times argumentando que se retirara el monumento, ya que era "un santuario en honor a un hombre que escribió que 'todos los hombres son creados iguales' en la Declaración de Independencia que fundó esta nación y, sin embargo, nunca hizo mucho para que esas palabras se hicieran realidad".

## Galería

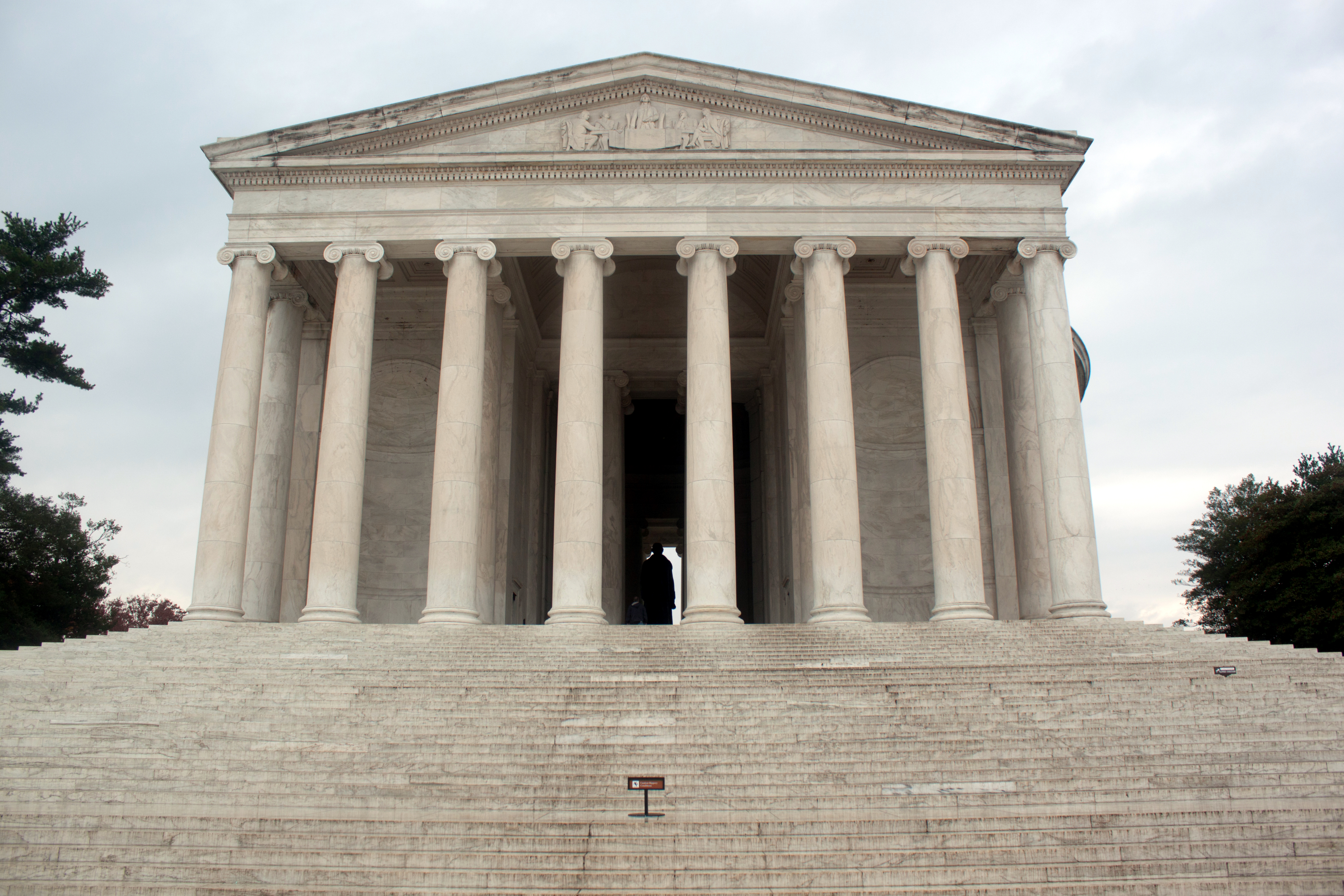
Entrada principal
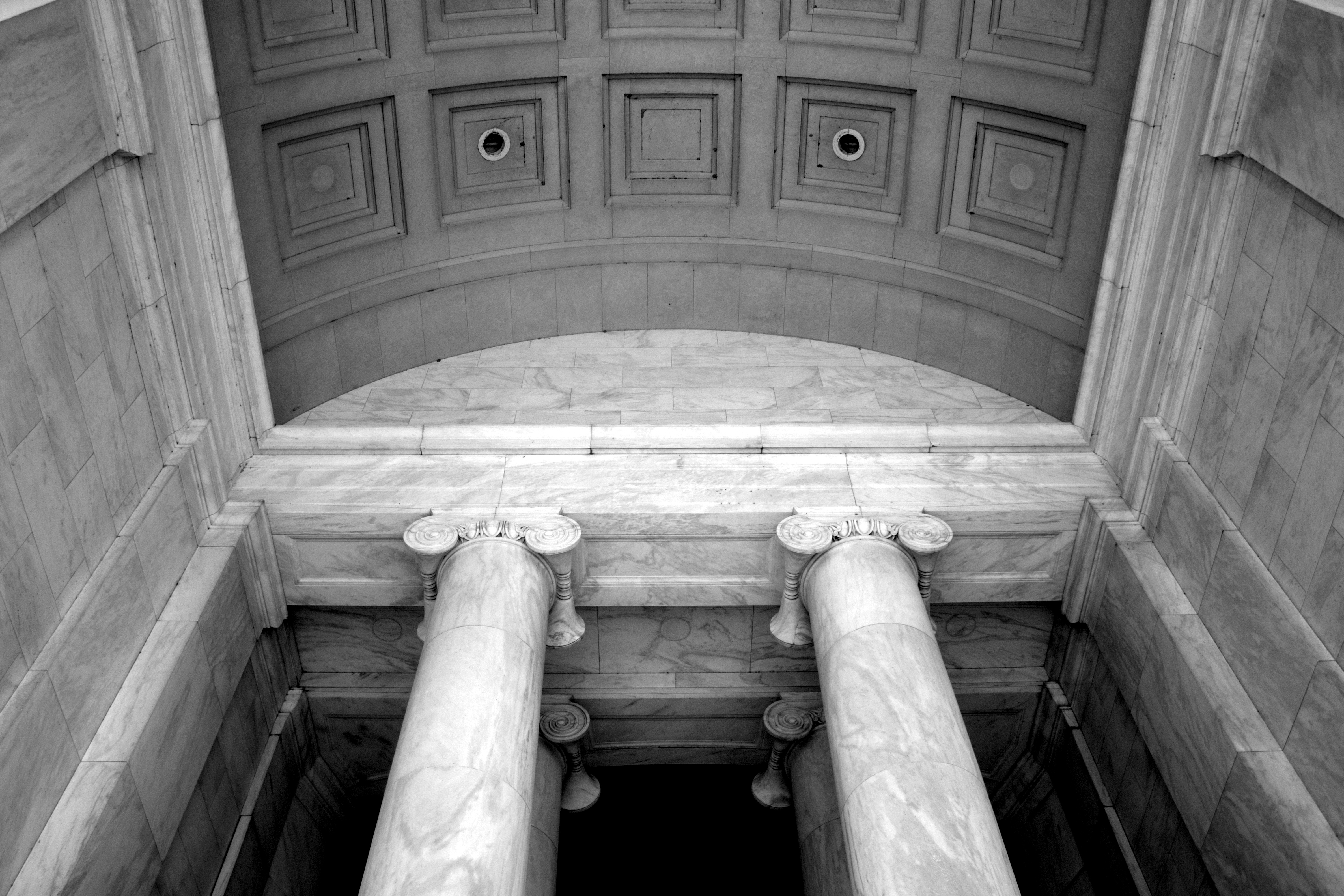
Techo del pórtico
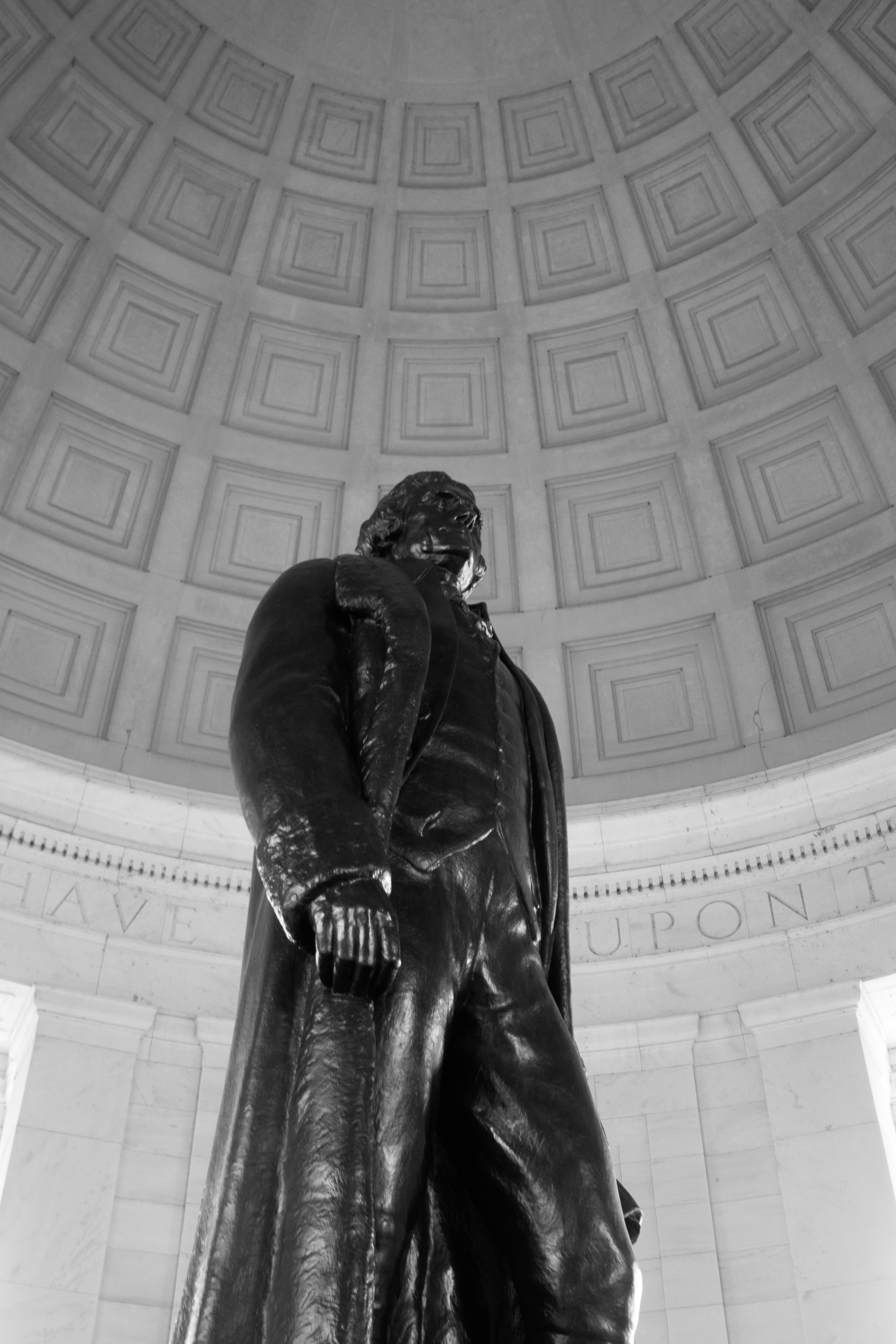
Estatua de bronce y techo abovedado
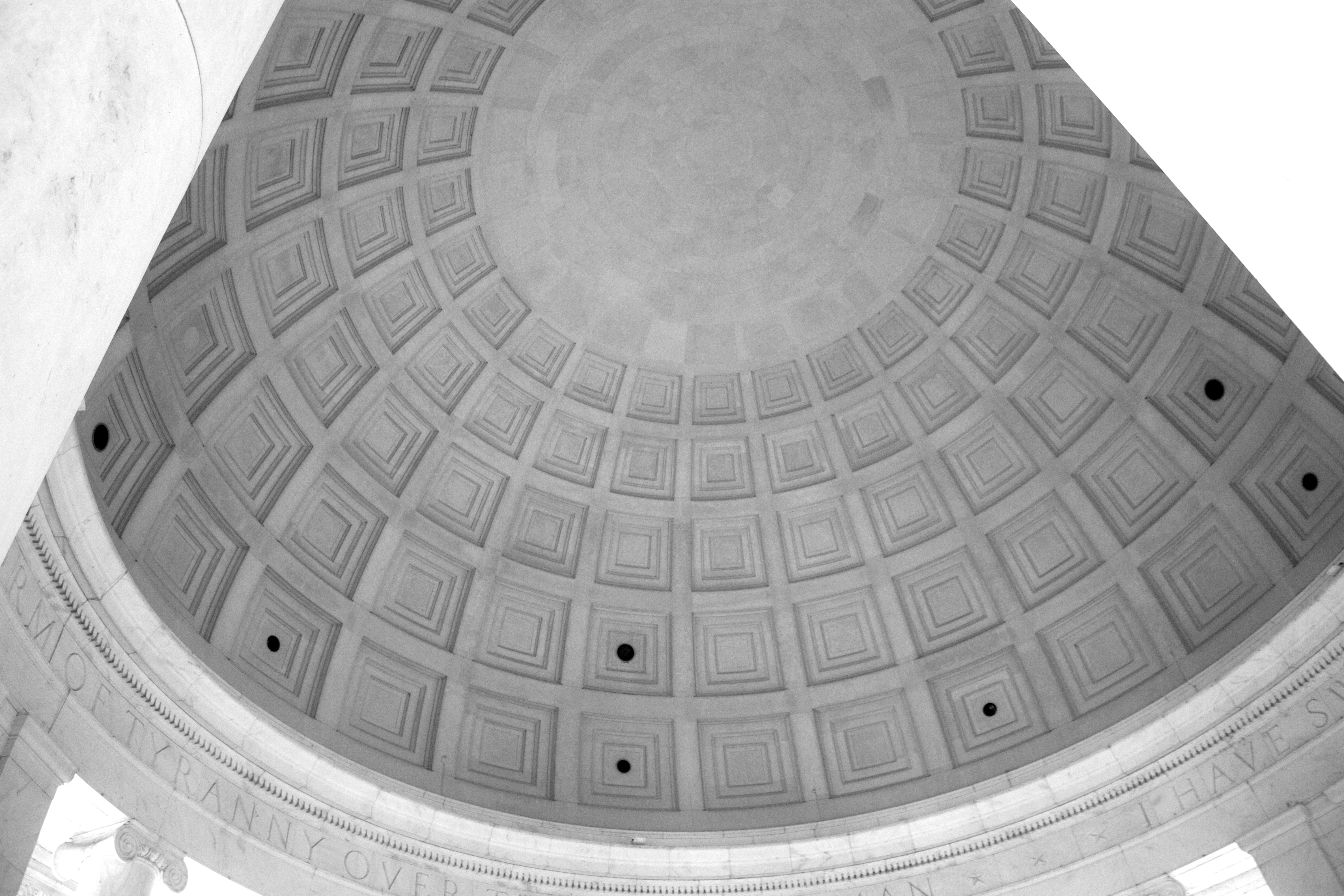
Techo abovedado y friso
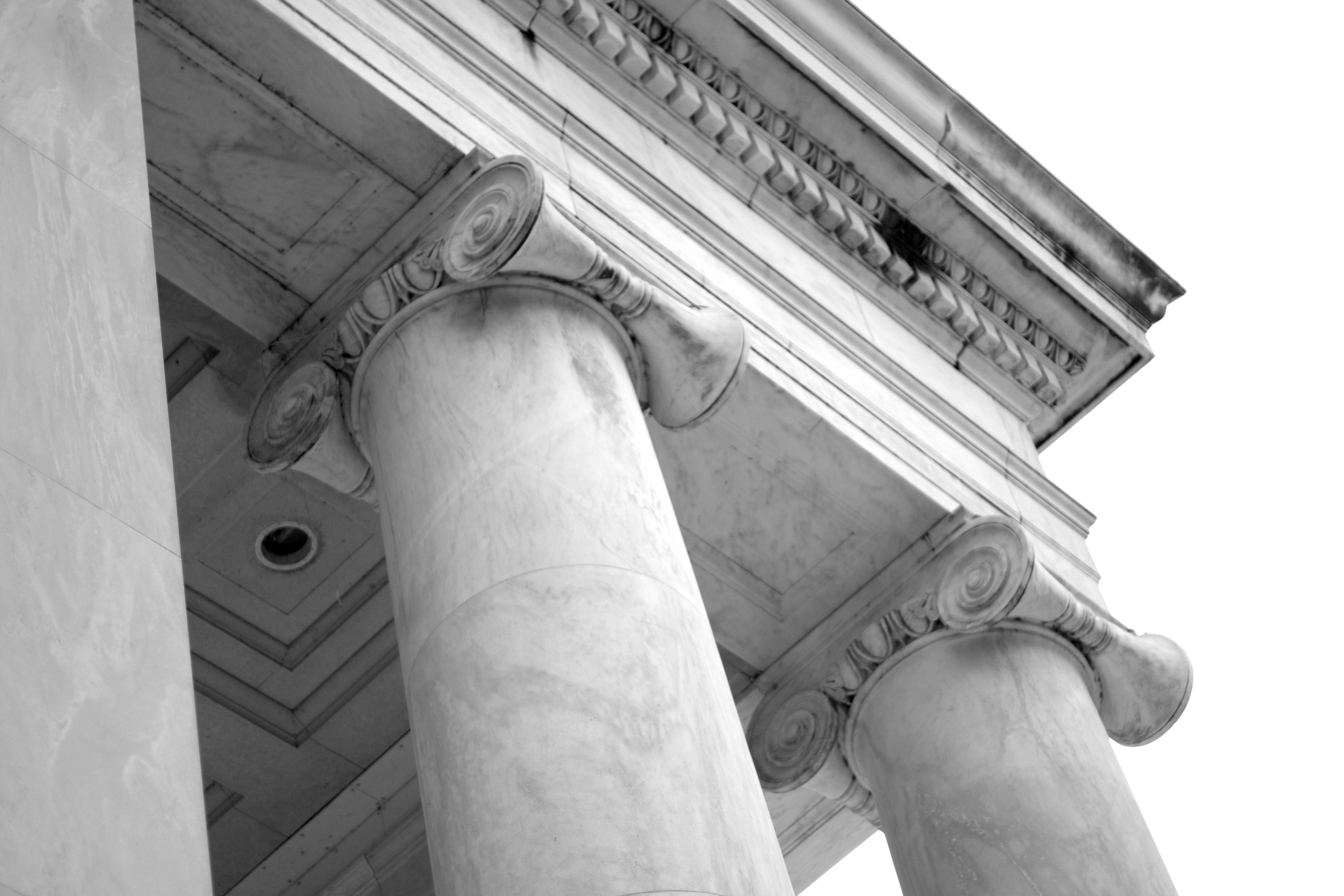
Columnas exteriores
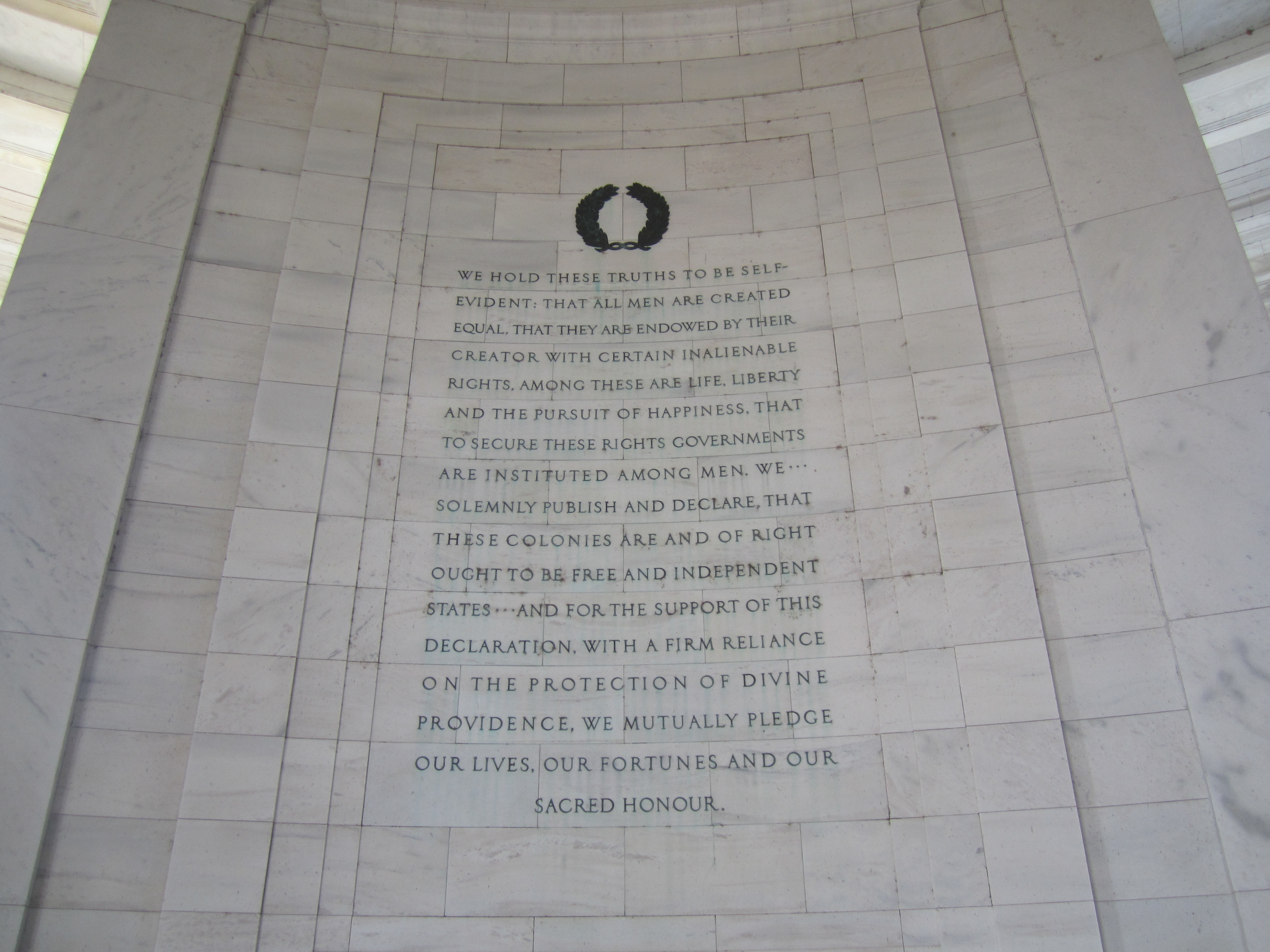
"Mantenemos estas verdades"
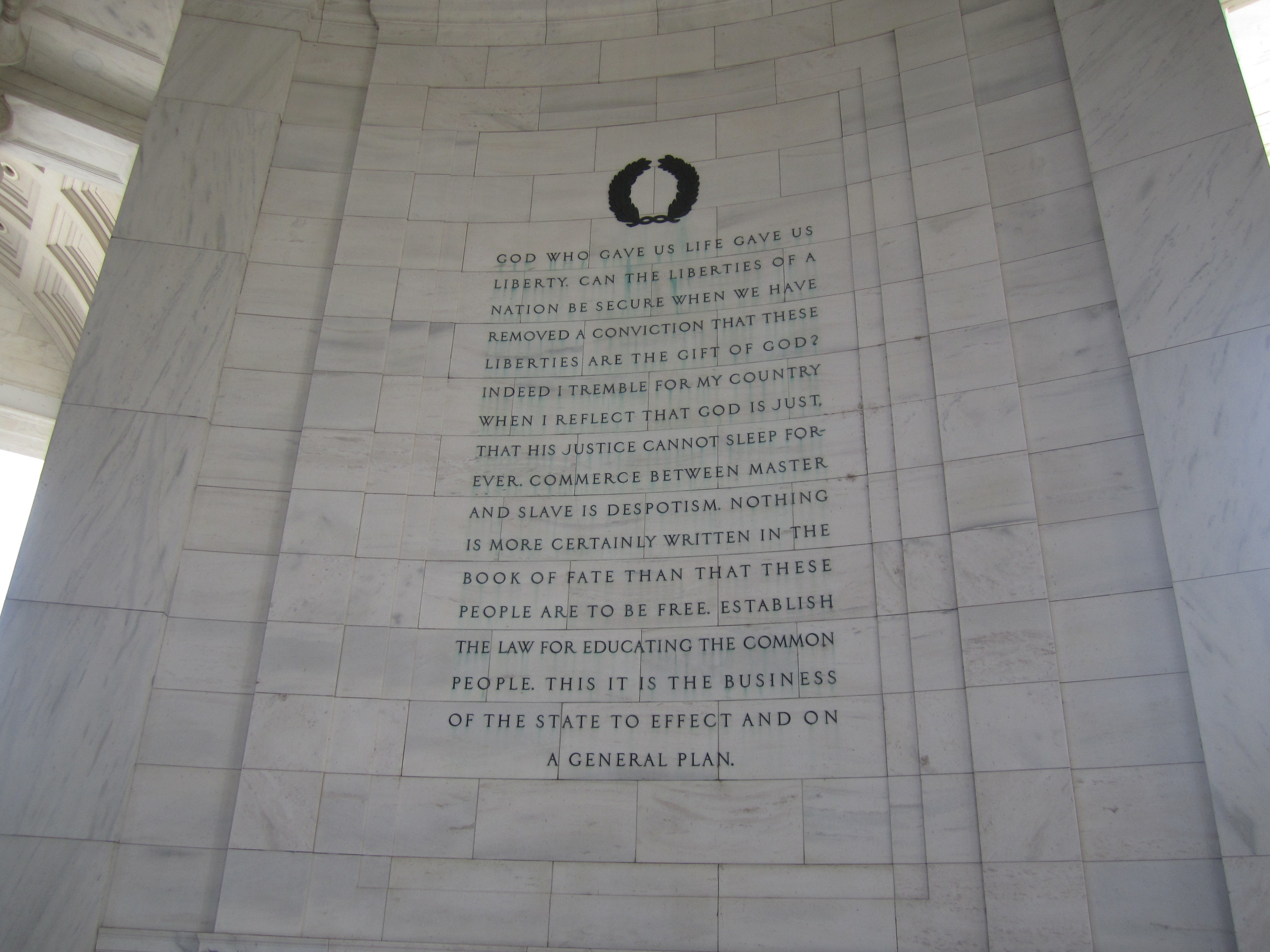
"Dios que nos dio la vida"
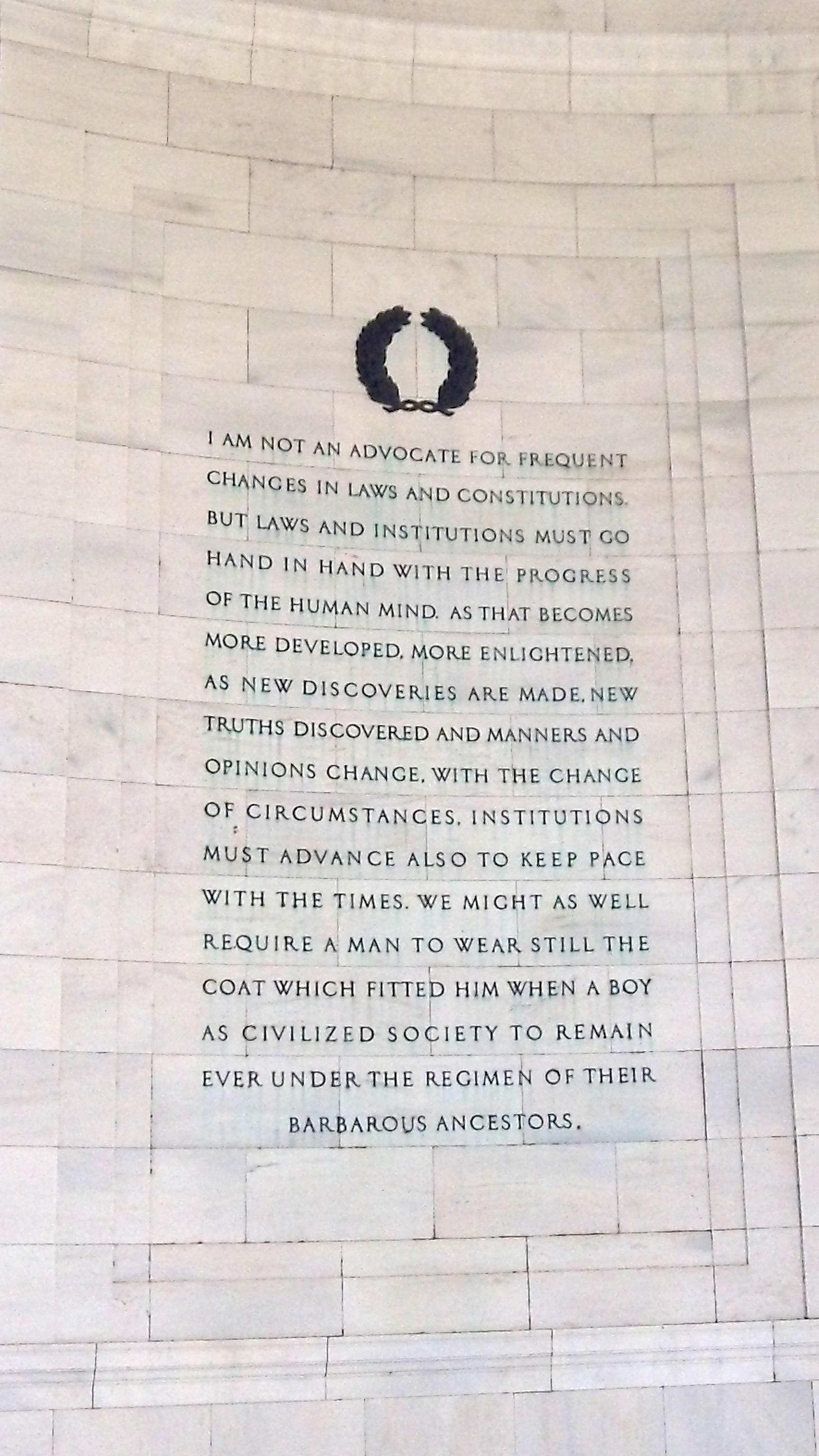
"No soy partidario de cambios frecuentes..."
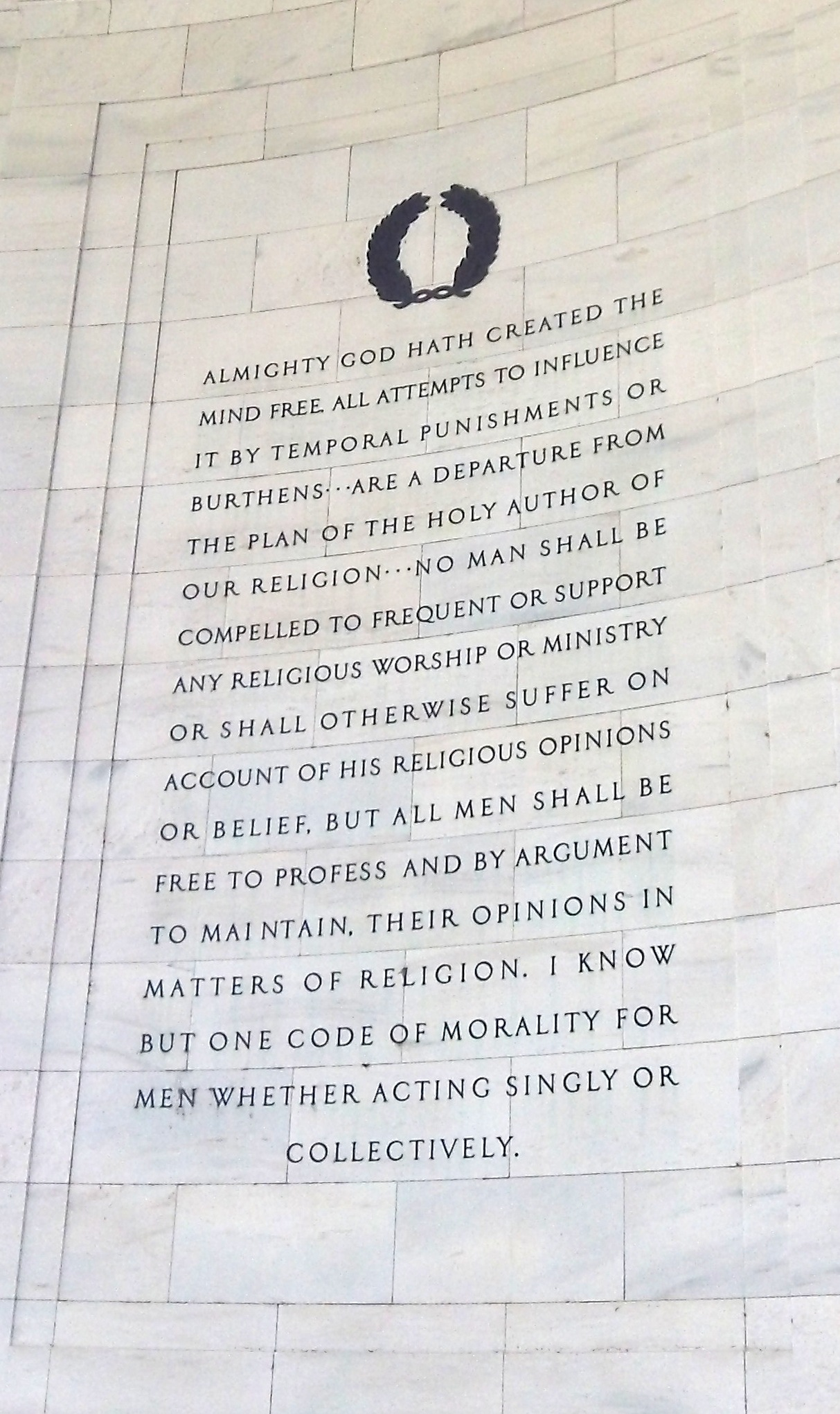
"Dios Todopoderoso ha creado la mente libre..."
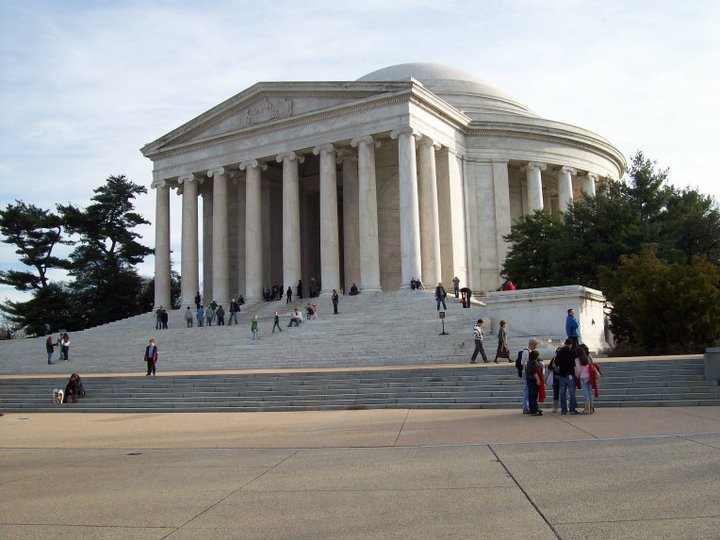
Miles de personas visitan el Monumento cada año
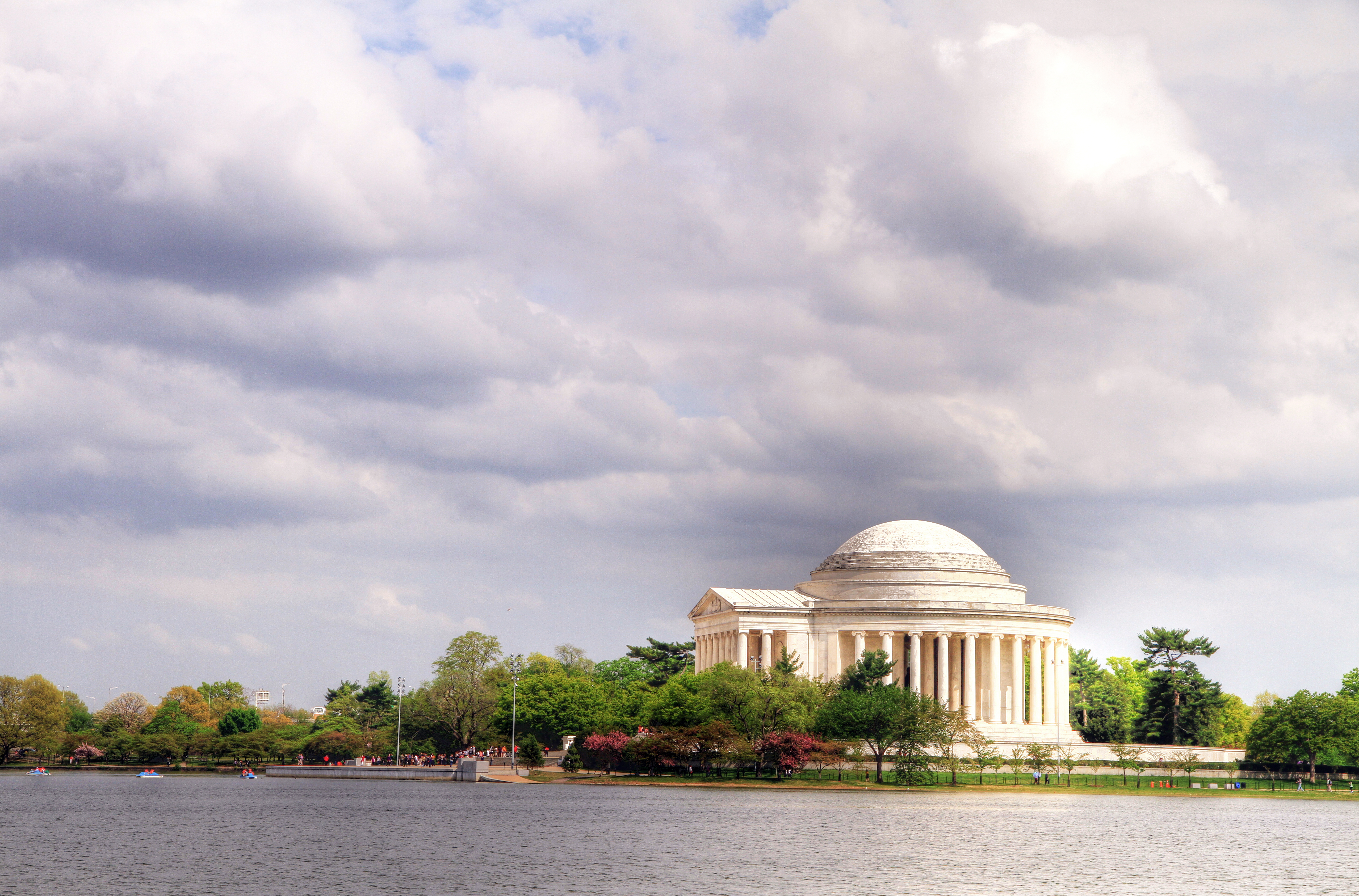
Monumento a Thomas Jefferson
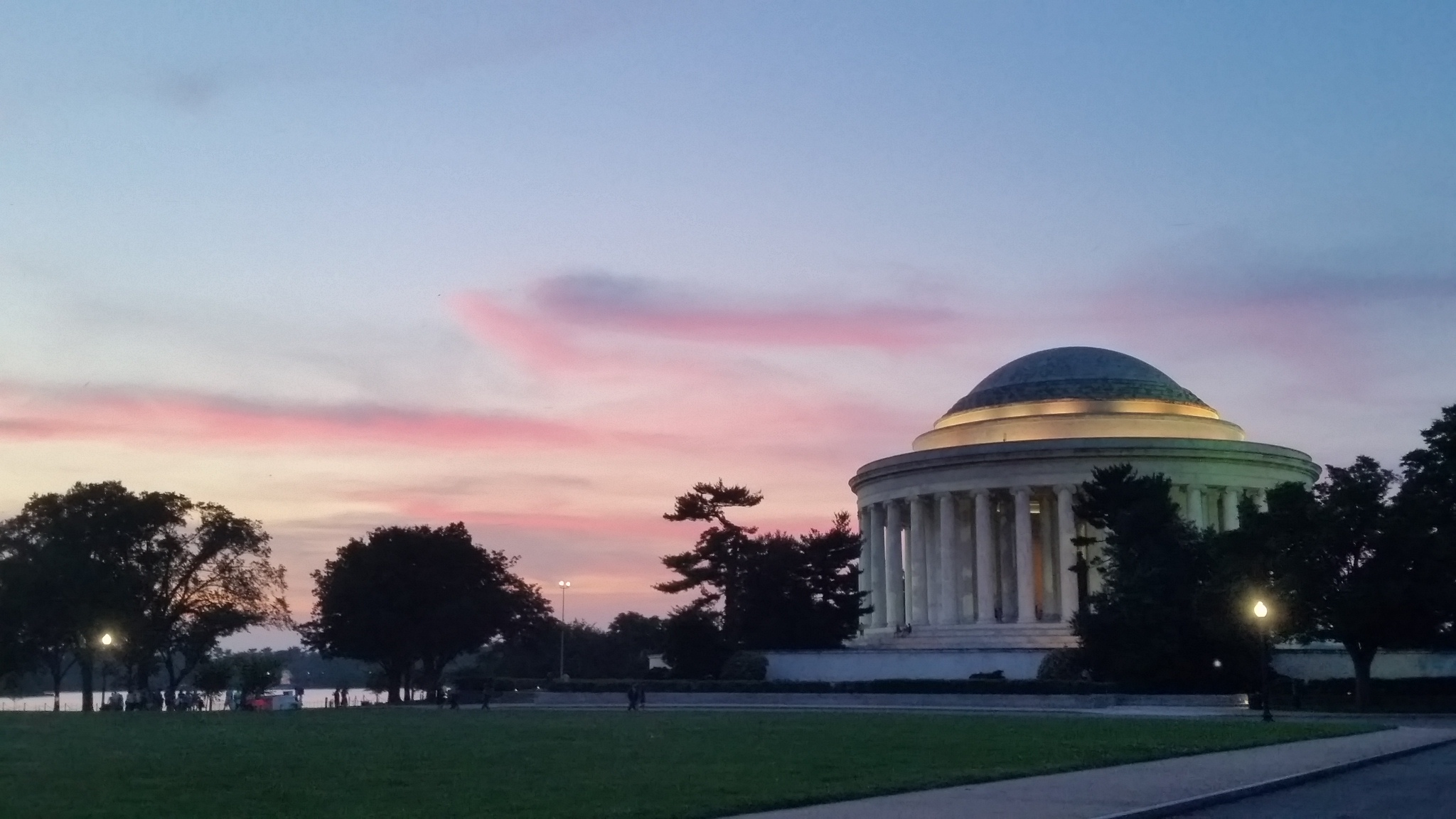
Atardecer en el Monumento a Jefferson
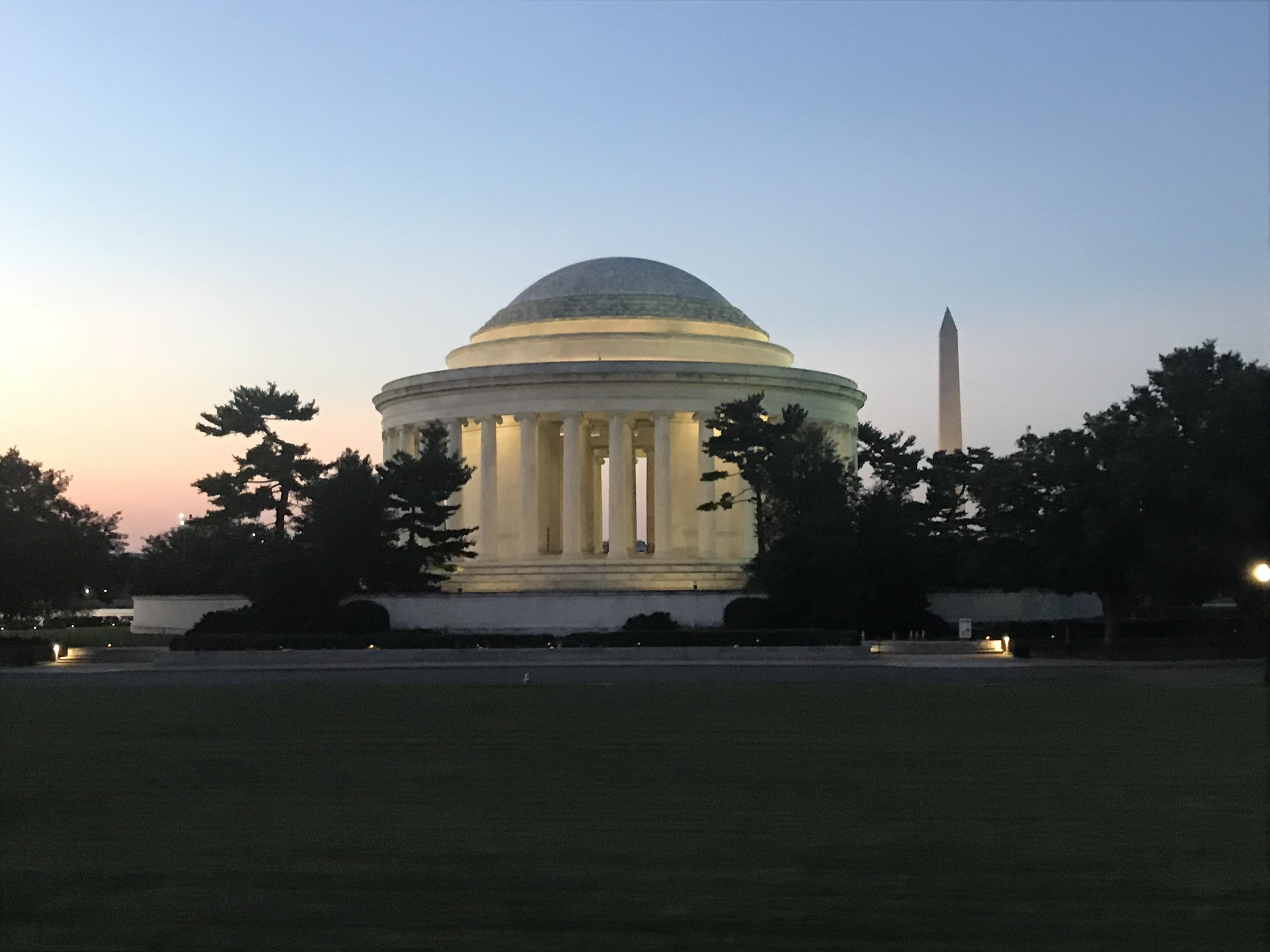
El Monumento a Jefferson Memorial con el Monumento a Washington al fondo
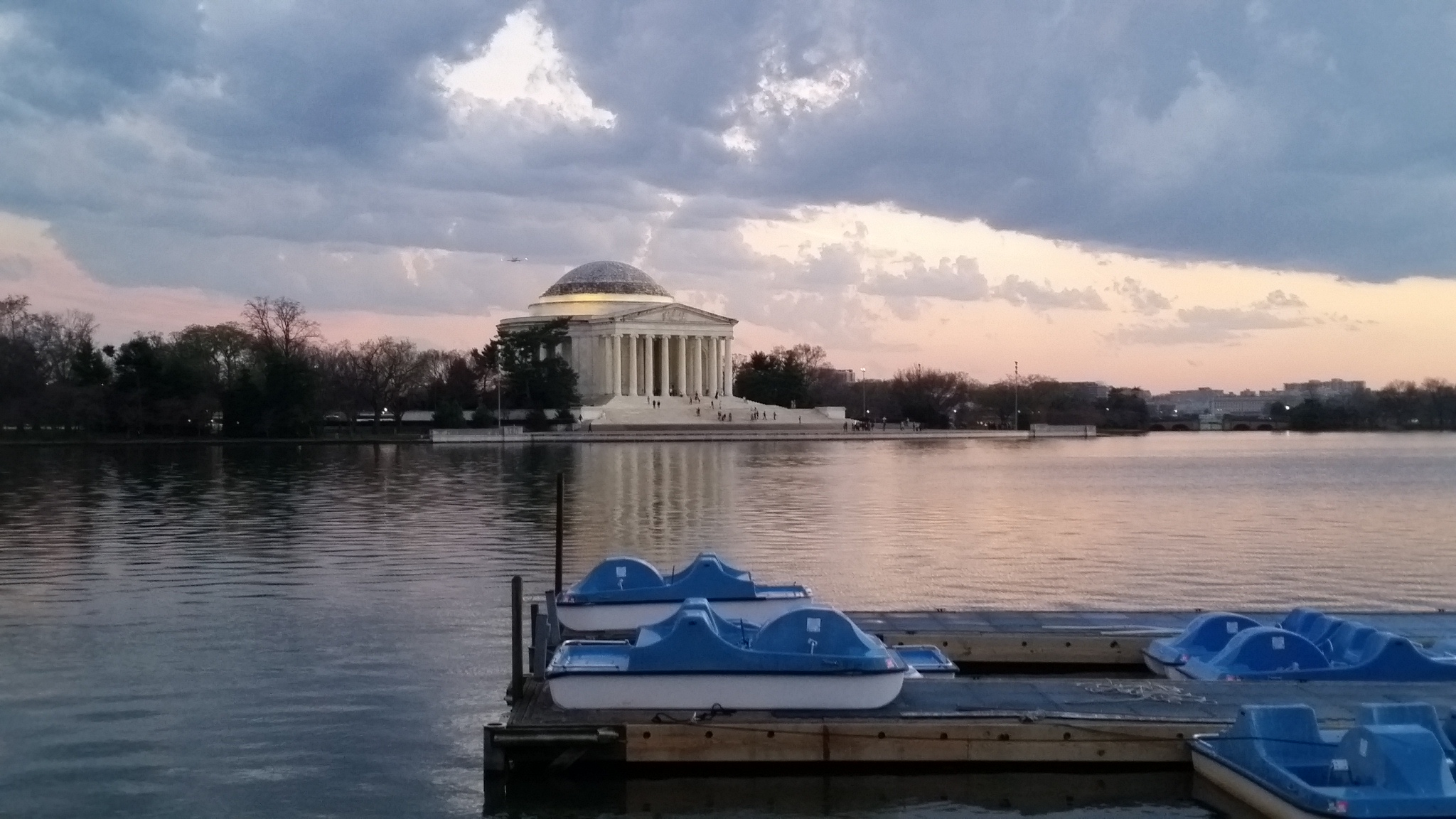
La Cuenca Tidal en Marzo de 2016
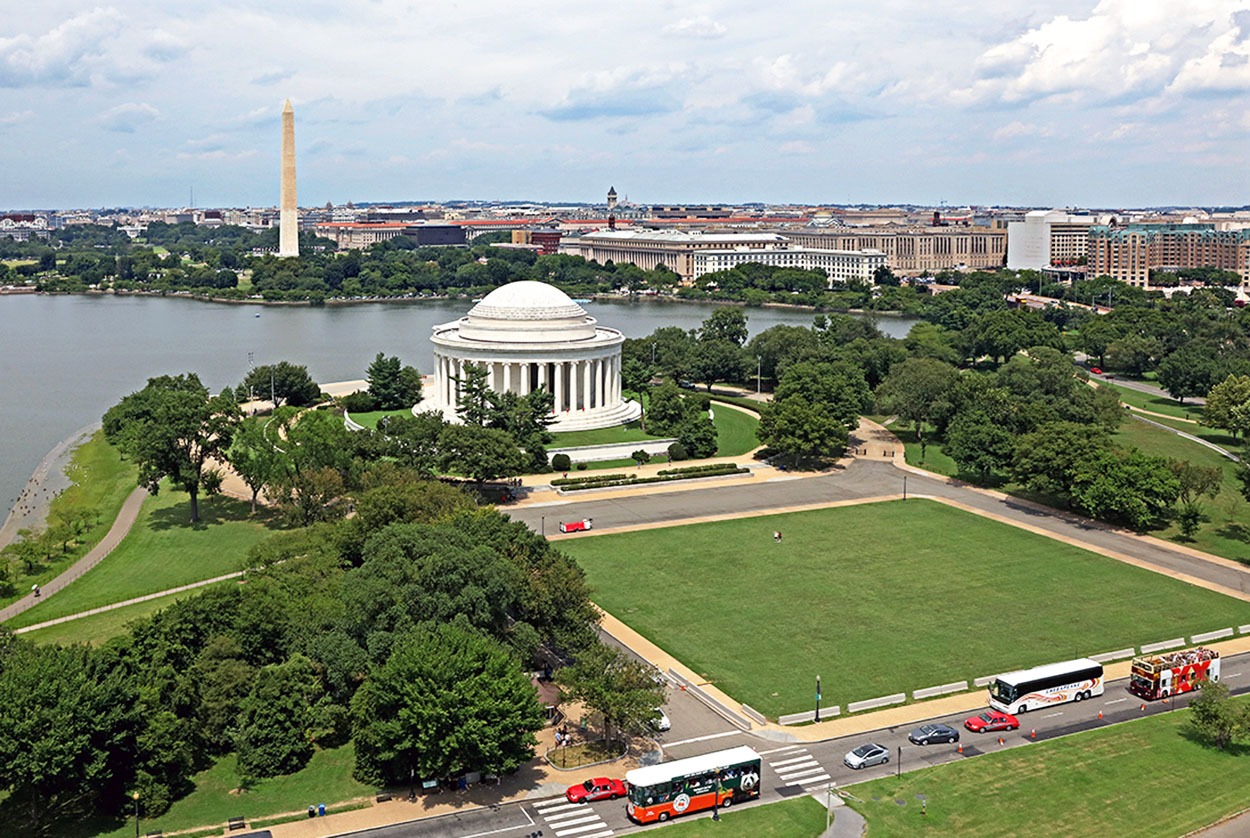
El Monumento a Jefferson Memorial mirando hacia el noreste
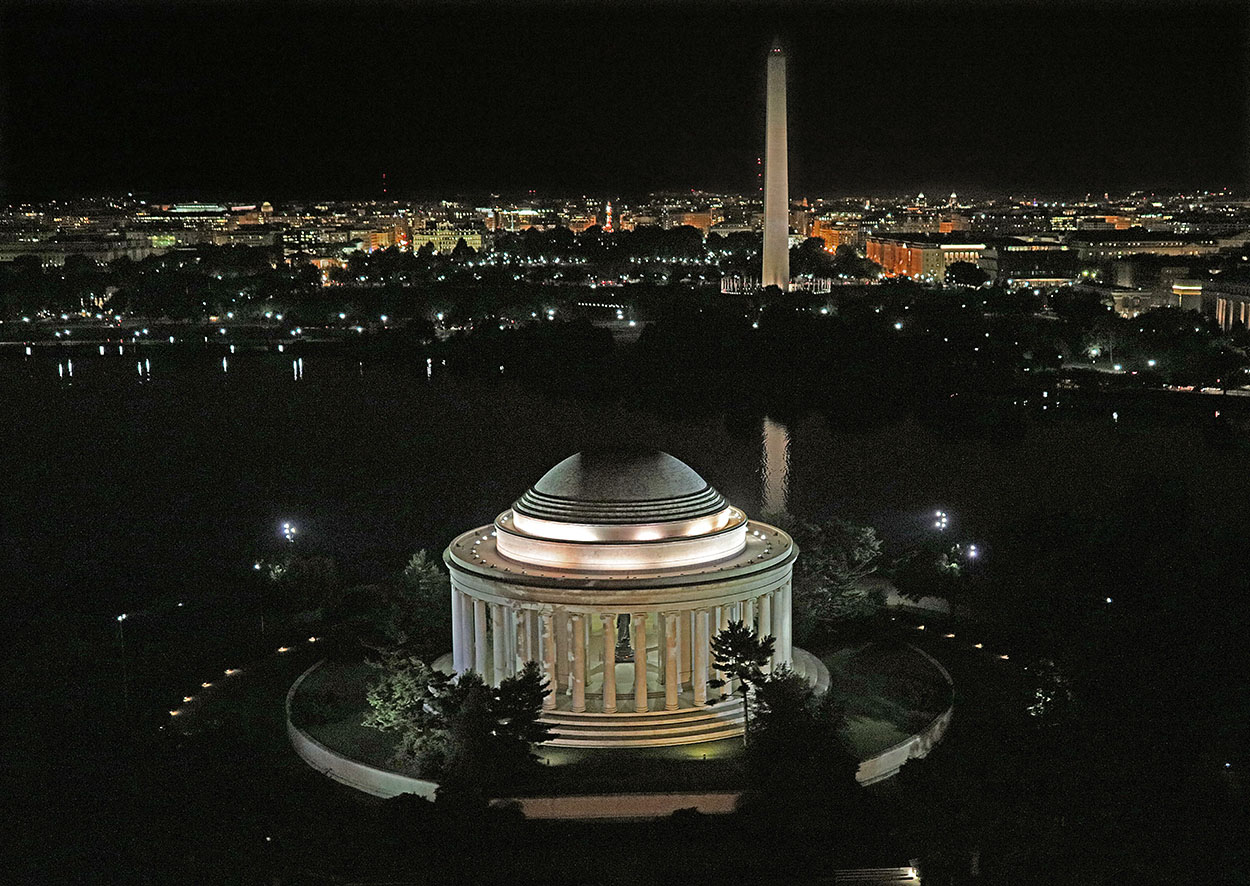
El Monumento a Jefferson por la noche
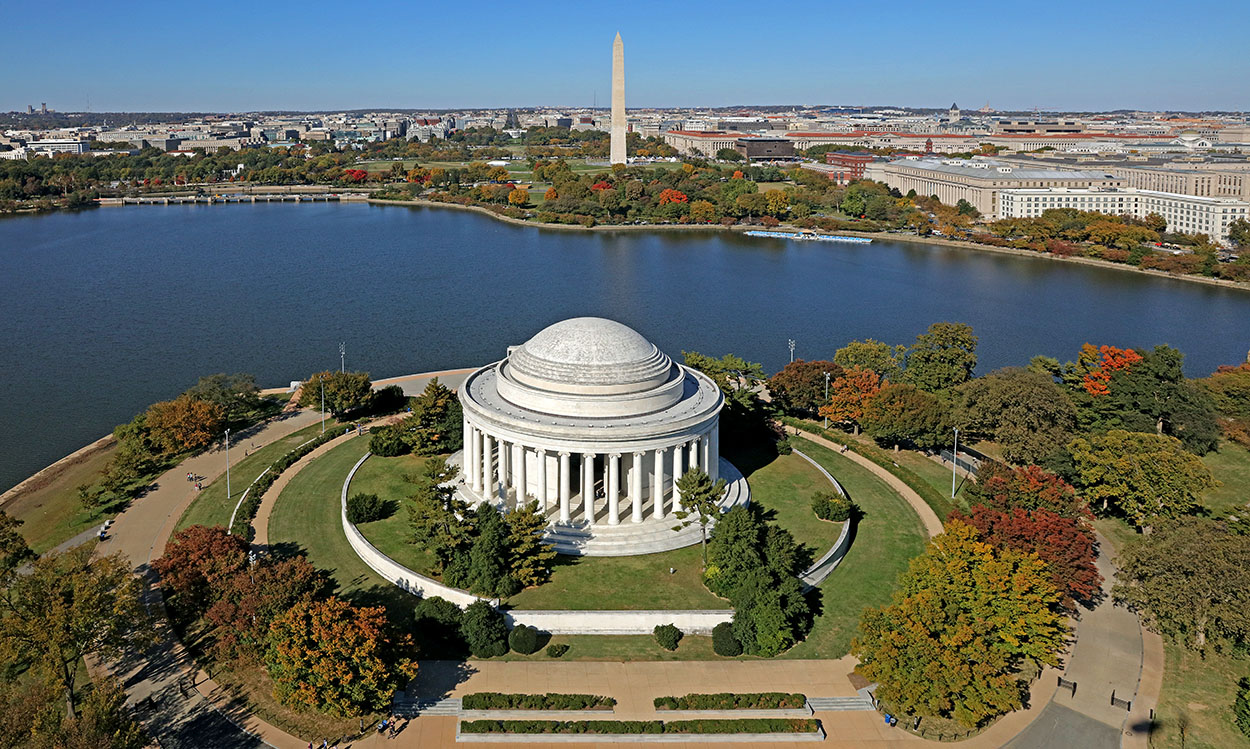
El Monumento a Jefferson mirando hacia el norte